# Стадион Елис парк
Стадион Елис парк (енгл. Ellis Park Stadium), познат и као Емирејтс ерлајн парк из спонзорских разлога (енгл. Emirates Airline Park) је рагби и фудбалски стадион у Јоханезбургу. Стадион је почео са градњом 1927, а отворен је 1928. године. На њему се играло финале Светског првенства у рагбију 1995, које је освојио национални тим Јужноафричке Републике. Стадион је био најмодернији у земљи када је надограђен 1982. да прими готово 60.000 људи. Данас, стадион се највише користи за рагби и фудбалске утакмице, а такође се користи и за друге велике догађаје, као што су концерти. Он је постао синоним за рагби јер једини пут кад рагби није игран на Елис парку је било током 1980. и 1981. када се стадион надограђивао. На овом стадиону своје мечева као домаћин играју Лајонси, екипа која се такмичи у Супер Рагби лиги.
На стадиону су се одржавали и неки тест мечеви у крикету од 1948 до 1954, али није коришћен за крикет прве класе.
Стадион је добио име по Џ. Д. Елису који је ставио на располагање простор за стадион. Стадион је од 2008. до 2012. носио име Кока-кола парк (енгл. Coca-Cola Park) због договора о именском праву са компанијом Кока-кола у вредности од 56 милиона долара.

## Концерти
| Извођач       | Датум                   | Турнеја |
| ------------- | ----------------------- | ------- |
| Витни Хјустон | 12. новембар 1994.      |         |
| Роксет        | 15. јануар 1995.        |         |
| Ролингстонси  | 24. и 25. фебруар 1995. |         |
| Еминем        | 1. март 2014.           |         |

## Спортски догађаји

### Куп конфедерација у фудбалу 2009.
Елис парк је био један од домаћина Купа конфедерација 2009.
| Датум         | Време (UTC+2) | 1. Тим           | Резултат | 2. Тим       | Коло       | Гледалаца |
| ------------- | ------------- | ---------------- | -------- | ------------ | ---------- | --------- |
| 14. јун 2009. | 16:00         | Јужна Африка     | 0 : 0    | Ирак         | Група А    | 48.837    |
| 18. јун 2009. | 20:30         | Египат           | 1 : 0    | Италија      | Група Б    | 52,150    |
| 20. јун 2009. | 20:30         | Ирак             | 0 : 0    | Нови Зеланд  | Група А    | 23.295    |
| 25. јун 2009. | 20:30         | Бразил           | 1 : 0    | Јужна Африка | Полуфинале | 48.049    |
| 28. јун 2009. | 20:30         | Сједињене Државе | 2 : 3    | Бразил       | Финале     | 52.291    |

### Светско првенство у фудбалу 2010.
На Светском првенству 2010. стадион је био домаћин на пет утакмица групне фазе, једне утакмице осмине финала и једног четвртфиналног меча.
| Датум         | Време (UTC+2) | 1. Тим    | Резултат | 2. Тим           | Коло          | Гледалаца |
| ------------- | ------------- | --------- | -------- | ---------------- | ------------- | --------- |
| 12. јун 2010. | 16:00         | Аргентина | 1 : 0    | Нигерија         | Група Б       | 55.686    |
| 15. јун 2010. | 20:30         | Бразил    | 2 : 1    | Северна Кореја   | Група Г       | 54.331    |
| 18. јун 2010. | 16:00         | Словенија | 2 : 2    | Сједињене Државе | Група Ц       | 45.573    |
| 21. јун 2010. | 20:30         | Шпанија   | 2 : 0    | Хондурас         | Група Х       | 54.386    |
| 24. јун 2010. | 16:00         | Словачка  | 3 : 2    | Италија          | Група Ф       | 53.412    |
| 28. јун 2010. | 20:30         | Бразил    | 3 : 0    | Чиле             | Осмина финала | 54.096    |
| 3. јул 2010.  | 20:30         | Парагвај  | 0 : 1    | Шпанија          | Четвртфинале  | 55.359    |